# Louis II de Marillac
Pour les articles homonymes, voir Marillac.
Louis II de Marillac, comte de Beaumont-le-Roger, né en 1572 et exécuté le 10 mai 1632 sur la place de Grève à Paris, est un militaire français des XVIe et XVIIe siècles. Il est élevé à la dignité de maréchal de France.

## Biographie

### L'ascension
Il fait ses premières armes sous le roi Henri IV et reçut après la prise d’Amiens une compagnie de cent chevau-légers. Le roi le fit gentilhomme ordinaire de sa chambre et sous-lieutenant de la compagnie de gens d’armes de son fils Gaston de France, duc d’Anjou.
Il fut en 1611, envoyé en ambassade en Savoie, à Mantoue, à Florence et à Venise, et cinq ans plus tard en Allemagne et en Italie, pour négocier la paix de Loudun qui fut signée en 1616 par Marie de Médicis avec les chefs protestants.
En 1617, le roi Louis XIII le fit commissaire général de ses camps et armées. Marillac servit en qualité de maréchal de camp au siège de Montauban où il fut blessé en 1621 et prit part à toutes les opérations contre les Huguenots du Languedoc jusqu’à la paix de Montpellier.
En grande faveur auprès de Marie de Médicis, il fut nommé capitaine des gens d’armes de la reine, lieutenant général des Trois-Évêchés et gouverneur de la Citadelle de Metz.
Il se distingua dans la guerre contre les protestants aux sièges de la Rochelle (d'où il donna son nom à l'un des forts) et de Privas et à la prise de l'île de Ré, notamment au siège de Saint-Martin et à la Bataille du pont du Feneau. En reconnaissance de ses services, le roi l’éleva à la dignité de maréchal de France en 1629 et l’envoya en Italie en 1630 en qualité de lieutenant général.

### Le procès
Marillac se joignit au complot, dont faisait partie son frère, Michel de Marillac, garde des sceaux, complot qui avait pour but d’éloigner Richelieu du gouvernement. Le cardinal déjoua cette cabale et put ainsi conforter sa propre position lors de la journée des Dupes (11 novembre 1630). Dès le lendemain, l'huissier Lépine est envoyé au maréchal de Schomberg avec l'ordre de s'assurer de Marillac, qui est arrêté à son camp de Felizzo en Piémont le 21 novembre 1630.
Le maréchal est d'abord emprisonné à Sainte-Menehould et jugé, à partir de mai 1631, à Verdun, par une commission extraordinaire de justice. Cette première commission est révoquée en novembre 1631 et une seconde commission, réunie à Rueil, dans le propre château de Richelieu, poursuit le procès du maréchal à partir de mars 1632 et le condamne à mort pour crime de péculat. Paul Hay du Chastelet faisait partie des juges désignés comme membres de cette commission qui était présidée par Charles de L'Aubespine, marquis de Châteauneuf, qui avait succédé au propre frère de Louis de Marillac au poste de garde des sceaux après la journée des Dupes. Sur les vingt-quatre juges de la commission, réunie à Rueil, l'avis pour l'application de la peine de mort ne l'emporta que de deux voix, dont celle d'Antoine Bretagne, conseiller au parlement de Bourgogne, nommé ultérieurement premier président du parlement de Metz. 
Louis de Marillac est décapité en place de Grève le 10 mai 1632 et inhumé en l’église des Feuillants.
Selon Tallemant des Réaux, le cardinal de Richelieu, apprenant que les juges avaient condamné le maréchal à la peine capitale, aurait déclaré : « Je ne croyois pas qu'il y eût de quoi faire mourir M. de Marillac; mais Dieu donne des connoissances aux juges qu'il ne donne pas aux autres hommes. Il faut croire qu'il étoit coupable, puisque ces messieurs l'ont condamné. »

## Armoiries
| Figure | Blasonnement |
|        | D'argent maçonné de sable de sept carreaux, 2, 3 et 2, celui en abyme chargé d'un croissant de gueule, les autres chargés chacun d'une merlette de sable. |

La gravure lui attribue le blason suivant : D'argent maçonné de sable de 7 carreaux disposés 2, 3 et 2, celui en abyme chargé d'un lion de gueules, les autres chacun d'une merlette de sable. Toutefois il semblerait qu'elles aient été attribuées a posteriori au personnage et que la seule brisure soit l'adjonction d'un croissant de gueules.